# Kropla wody (baśń)
Artykuł ten został zgłoszony do umieszczenia na stronie głównej w rubryce „Czy wiesz”.
Pomóż nam go sprawdzić: oceń zgłoszoną nominację.
Kropla wody (duń. Vanddraaben, ang. The Drop of Water) – baśń literacka autorstwa Hansa Christiana Andersena, wydana po raz pierwszy w tłumaczeniu na angielski w 1847 roku.

## Publikacja
Baśń literacka pt. Kropla wody, napisana przez Hansa Christiana Andersena, została po raz pierwszy opublikowana po angielsku, przetłumaczona przez Charlesa Beckwitha Lohmeyera w antologii Życzenia świąteczne dla moich angielskich przyjaciół (ang. A Christmas Greeting to my English Friends) w grudniu 1847 roku. Zbiór wydany został w Londynie, nakładem wydawnictwa Richarda Bentley’a. Pierwsze duńskie wydanie ukazało się 4 marca 1848 w antologii Nowe Baśnie. Tom drugi. Zbiór drugi (duń. Nye Eventyr. Andet Bind. Anden Samling). Utwór wznawiano jeszcze dwukrotnie za życia pisarza: w grudniu 1849 oraz w marcu 1863 roku.
Autorami ilustracji do baśni byli: Vilhelm Pedersen i Edna F. Hart.

## Polskie przekłady
Baśń była tłumaczona na język polski:
- 1905 – Kropla wody: tłumaczenie anonimowe w: Bajki, Lwów.
- 1931 – Kropla wody: Stefania Beylin (tłum.): Baśnie. T. 1–6. Warszawa. Brak numerów stron w książce
- 2006 – Kropla wody: Bogusława Sochańska (tłum.): Baśnie i opowieści. Tom I 1830–1850. Poznań. s. 428–429. ISBN 978-83-7278-194-9.

## Fabuła
Streszczenia dokonano na podstawie wersji duńskiej.
Szkło powiększające sprawia, że wszystko wydaje się sto razy większe. Gdy spojrzy się przez nie na kroplę wody z sadzawki, widać tysiące dziwnych stworzeń, których gołym okiem nie da się zobaczyć. Te maleńkie istoty przypominają krewetki, które skaczą, gryzą się nawzajem i odrywają sobie kończyny, a mimo to są zadowolone.
Stary troll-czarownik, zwany Psotem-Grzmotem, przygląda się kropli wody przez lupę. Staruszek zawsze chce wydobyć to, co najlepsze, a gdy coś nie wychodzi, sięga po magię. Gdy patrzy na kroplę wody z rowu, widzi niesamowity ruch i zamieszanie wśród mikroskopijnych zwierzątek.
Stwory skaczą, ciągną się nawzajem i zjadają, co budzi obrzydzenie u Psota-Grzmota. Zastanawia się, czy nie da się ich jakoś uspokoić, by żyły w zgodzie. Ponieważ nic nie działa, postanawia użyć czarów i barwi wodę kropelką czerwonego wina, które w rzeczywistości jest krwią wiedźmy, wartą dwa szylingi. Wszystkie stworzenia stają się różowe i przypominają nagich dzikusów.
Inny stary troll, który nie ma imienia, pyta Psota-Grzmota, co trzyma. Psot-Grzmot odpowiada, że jeśli zgadnie, co to jest, dostanie to w prezencie, ale to trudne. Troll bez imienia patrzy przez szkło powiększające. Widzi coś, co wygląda jak całe miasto pełne nagich ludzi. Ludzie w środku popychają się, gryzą i szarpią nawzajem. Ci z dołu chcą być na górze, a ci z góry lądują na dole. Jeden z nich ma mały guzek za uchem, więc inni go atakują i zjadają. Jakaś spokojna dziewczyna pragnie ciszy, ale tłum ją dopada i pożera. Troll stwierdza, że to wszystko jest bardzo zabawne, że to pewnie Kopenhaga lub inne miasto.
Psot-Grzmot wyjaśnia, że to nie miasto, lecz woda z rowu.

## Galeria

Ilustracje baśni o Kropli wody
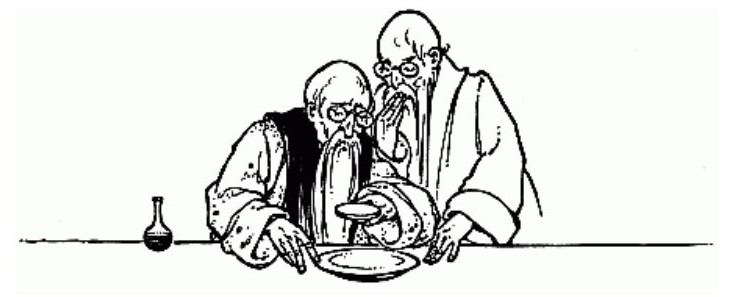
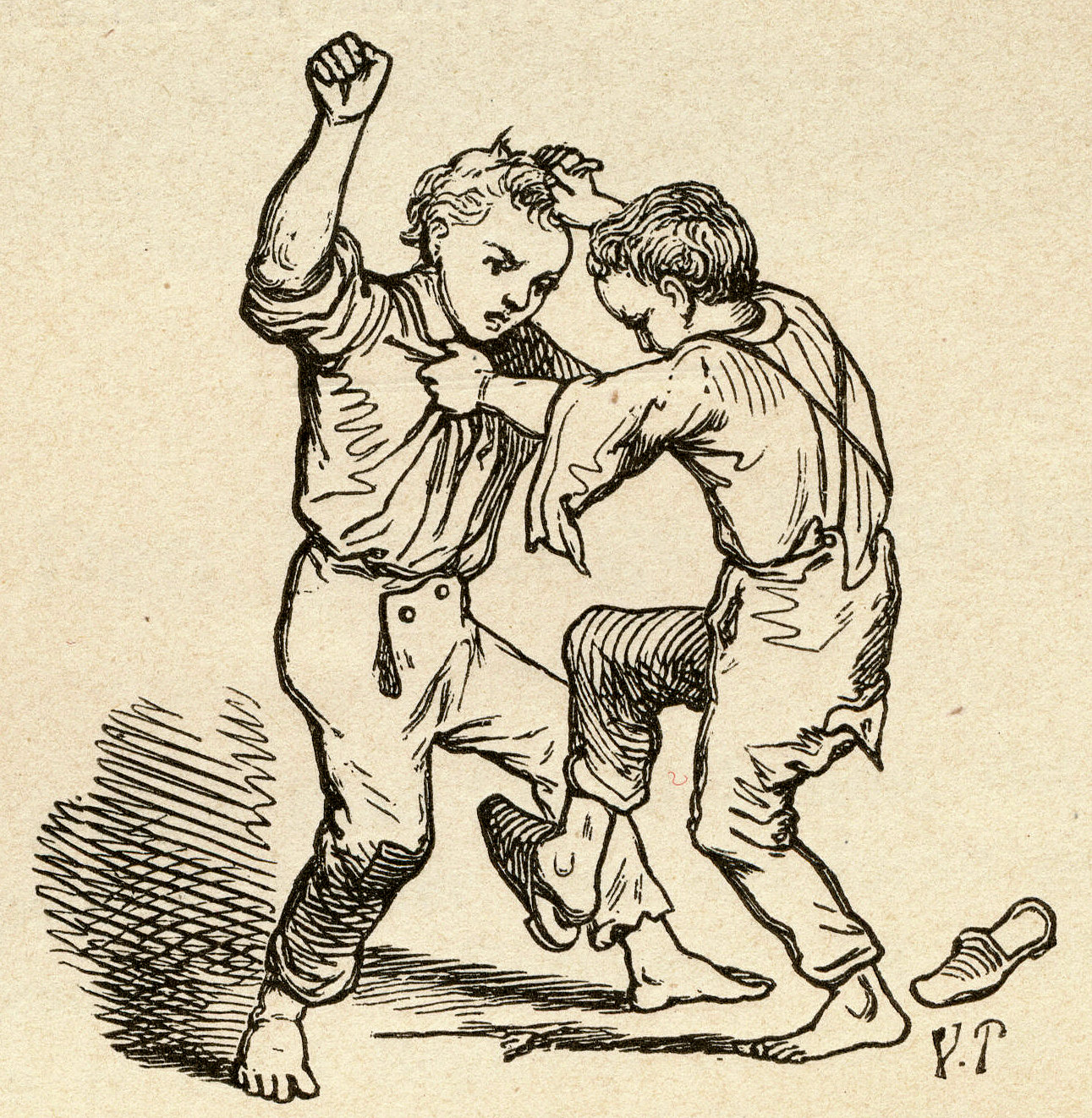